# Melissodes druriella
Melissodes druriella är en biart som först beskrevs av Kirby 1802.  Melissodes druriella ingår i släktet Melissodes och familjen långtungebin. Inga underarter finns listade i Catalogue of Life.